# Hlásná Třebaň
Hlásná Třebaň (en allemand : Vorder Trebain) est une commune du district de Beroun, dans la région de Bohême-Centrale, en République tchèque. Sa population s'élevait à 1 083 habitants en 2020.

## Géographie
Hlásná Třebaň est arrosée par la Berounka et se trouve à 10 km au sud-est de Beroun et à 25 km au sud-ouest du centre de Prague.
La commune est limitée par Karlštejn à l'ouest et au nord, par Mořinka au nord, par Lety à l'est, par Řevnice, Zadní Třebaň et Liteň au sud.

## Histoire
La première mention écrite de la localité date de 1320.